# Espai8
Espai8 és un videojoc gratuït per a jugar en línia, creat pel programa de televisió per a joves, 3xl.net. Es va presentar l'octubre de 2003 Va tenir una molt bona acollida inicial, fet que va propiciar l'organització de diverses trobades de jugadors, i fins i tot, un concurs de MR-MISS Espai8. El desembre del 2003 tenia més de 21.000 usuaris. El 2005 va guanyar el premi de "millor joc interactiu de l'any" al Promax 05, a Nova York.